# Millingen aan de Rijn

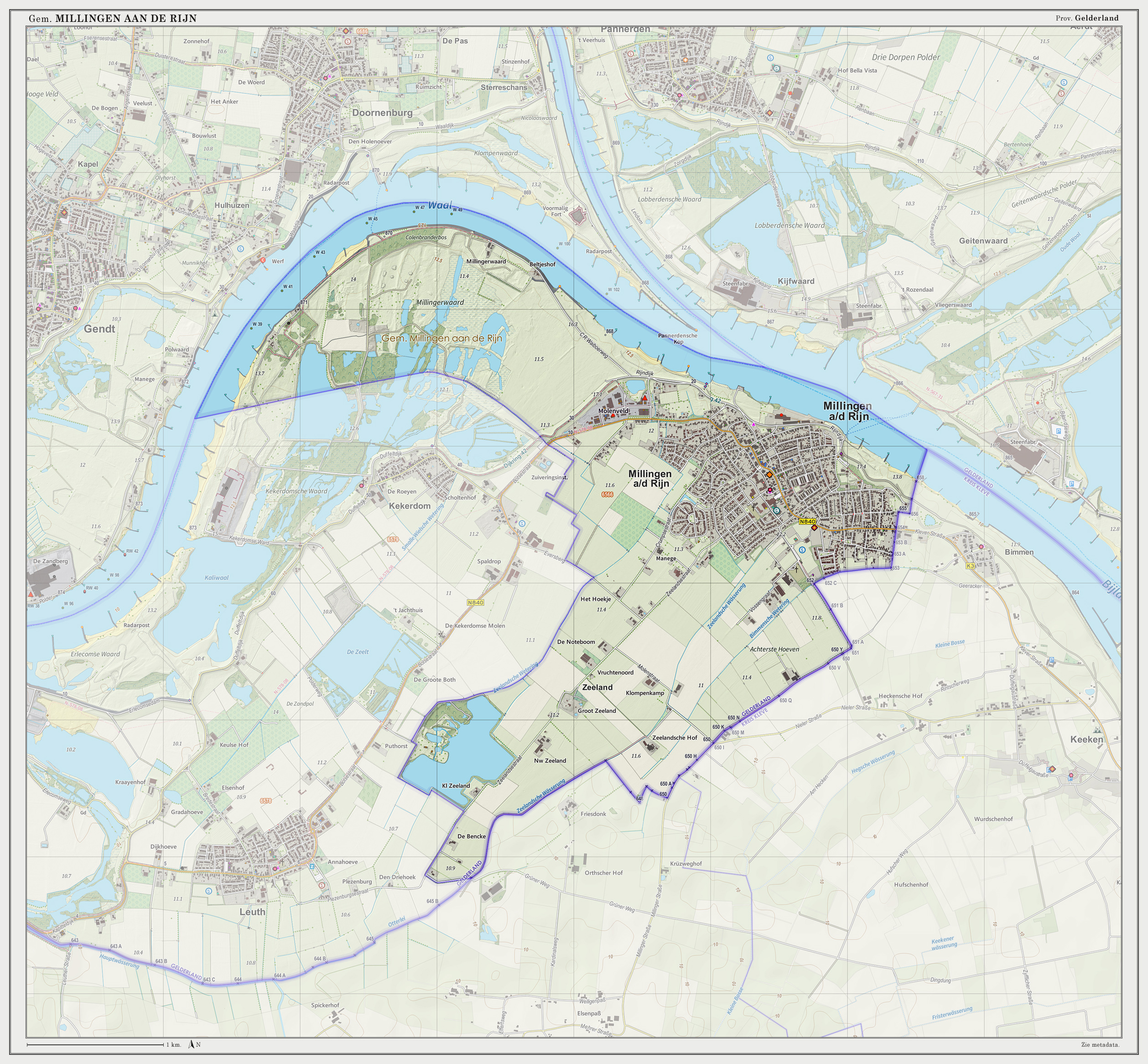
Topografische gemeentekaart van Millingen aan de Rijn

Millingen aan de Rijn (uitspraakⓘ) is een plaats in de gemeente Berg en Dal in de Nederlandse provincie Gelderland. De voormalige gemeente telde 5.912 inwoners (1 mei 2014) en had een oppervlakte van 10,35 km². De buurtschap Zeeland tussen Millingen en Leuth hoorde bij de voormalige gemeente Millingen aan de Rijn.

## Geschiedenis
De dorpskernen in het riviergebied zijn meestal gelegen op oude oeverwallen. Daar is een vaste grondslag en de wat hogere ligging biedt enige bescherming tegen hoogwater. Deze vestigingsplaatsen werden in de loop van de tijd versterkt door het maken van kunstmatige plaatselijke ophogingen: de terpen of pollen. In Millingen wordt een bijzondere plaats ingenomen door de Heerbaan, de hoofdontwikkelingsas deel uitmakend van een tracé van Leiden tot Keulen. Deze route stamt uit de Romeinse tijd en is ouder dan de huidige loop van de rivier. Millingen is gelegen op een Romeins oeverwallensysteem, waarvan tussen 200 en 500 veel is weggeslagen. Eind Merovingische tijd (7e - 8e eeuw) werd het gebied weer bewoond. Deze vroege vestiging is ook overspoeld, getuige de overloopgeulen op de oeverwal. Het middeleeuwse stratenpatroon van het dorp is daarop gebaseerd. Het dorp is gelegen in het centrum van de Duffelt, hart van de Gelderse Poort.
Millingen was een heerlijkheid. In de 13e eeuw werden leden van de familie Van Bylandt met de heerlijkheid beleend, maar in de 14e eeuw kwam Millingen in handen van de familie Van den Bergh. Hun nazaten bleven tot in de 19e eeuw in bezit van de gronden die bij de heerlijkheid hoorden. De heerlijkheid werd bestuurd vanuit het Huis te Millingen.
Tot 1 juli 1954 heette de gemeente Millingen. Sindsdien is er de toevoeging "aan de Rijn". Deze is geografisch aanvechtbaar. Het water waaraan Millingen ligt heet het Bijlandsch Kanaal. Vanaf de Duitse grens tot de vertakking in de Waal en het Pannerdensch Kanaal heeft het de naam van Graaf Bijland (spreek uit Bieland), die ooit opdracht gaf het kanaal te graven (de loop van de rivier de Rijn lag net ten zuiden van Zevenaar, terwijl Millingen destijds aan de Waal lag).
Per 1 januari 2015 is de gemeente gefuseerd met Ubbergen en Groesbeek tot de gemeente Berg en Dal, tot 1 januari 2016 onder de naam Groesbeek. De gemeente Millingen had sinds 1991 een jumelage met het Hongaarse Fertőd.

## Verenigingsleven
Het aantal verenigingen in Millingen is relatief groot. Dat heeft twee redenen:
- De inwoners waren door de ligging van het dorp voornamelijk op elkaar aangewezen en verenigden zich in talloze clubs.
- Van sommige soorten verenigingen zijn er twee: Dröge en Natte. Dit door een splitsing van de schutterij Van de schutterij OEV (Orde, Eendracht, Vreugde), splitste zich een deel af, als OEV1. Deze laatste  wordt wel de natte schutterij genoemd, en de andere de dreuge schutterij. Aanleiding  van de splitsing was een ruzie.[3]

## Gemeenteraad
Hieronder staat de samenstelling van de gemeenteraad sinds 1998:
| Gemeenteraadszetels              | Gemeenteraadszetels | Gemeenteraadszetels | Gemeenteraadszetels | Gemeenteraadszetels |
| -------------------------------- | ------------------- | ------------------- | ------------------- | ------------------- |
| Partij                           | 1998                | 2002                | 2006                | 2010                |
| PvdA                             | 5                   | 4                   | 5                   | 4                   |
| Gemeente Jeugd- en Sportbelangen | 3                   | 4                   | 2                   | 4                   |
| CDA                              | 3                   | 2                   | 2                   | 2                   |
| VVD                              | -                   | 1                   | 2                   | 1                   |
| Totaal                           | 11                  | 11                  | 11                  | 11                  |

## Evenementen

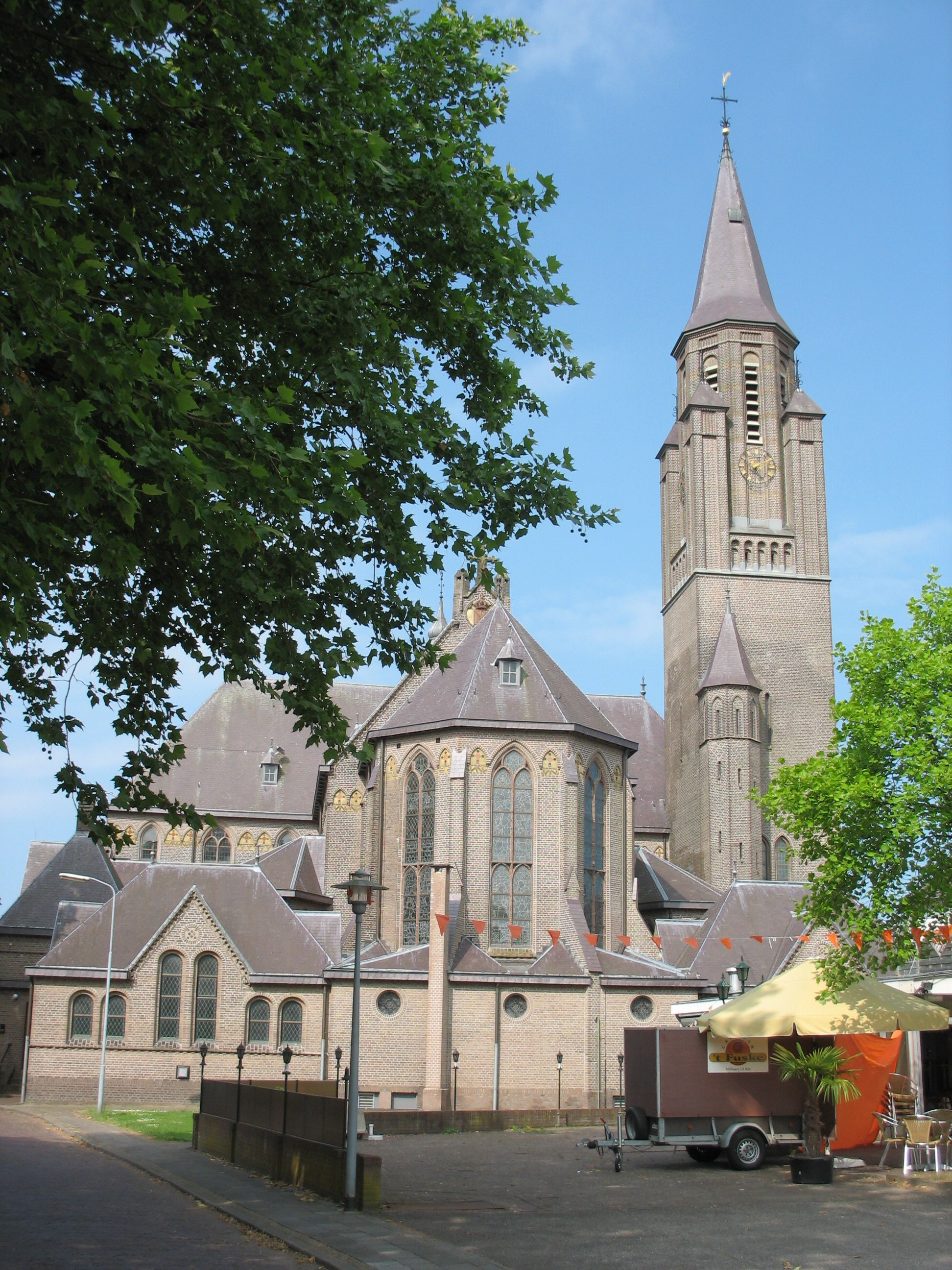
De Antonius van Paduakerk in Millingen aan de Rijn

- Het Historisch Vervoer vond elk jaar plaats op de 1e zondag van juli. In november 2023 heeft de organisatie, na een coronapauze, laten weten definitief te stoppen met het evenement. Strengere regelgeving, een intensievere vraag aan de organisatie en vrijwilligers zijn hier de oorzaak van. Het evenement werd sinds 1988 georganiseerd.[4]

## Trivia
- Millingen aan de Rijn is begin- en eindpunt van etappes van het Pieterpad.
- De katholieke Sint-Antonius van Paduakerk in Millingen, een neogotisch ontwerp van architect Wolter te Riele uit 1913, beschikt over bijzondere biechthokjes. Aangezien de werknemers van de scheepswerf in het dorp door hun werk in de lawaaiige fabriekshallen en aan de schepen vaak hardhorend waren en gewend waren zeer luid te spreken, zijn er dubbele deuren in de biechtstoelen gezet, zodat de biecht toch nog vertrouwelijk kon worden afgenomen.
- Men zegt dat bij Lobith de Rijn Nederland binnenkomt. In Millingen denkt men daar anders over. De Rijn komt Nederland eigenlijk niet binnen. Vanaf de grens met Duitsland heet het water Bijlandsch Kanaal. Maar mocht dit feit genegeerd worden, zou de Rijn bij Millingen Nederland pas binnen zijn. Bij de gemeentegrens van Millingen, die ook de rijksgrens is, is pas het hele water Nederlands. Daarvoor stroomt de Rijn voor de (zuidelijke) helft door Duits grondgebied.

## Bezienswaardigheden

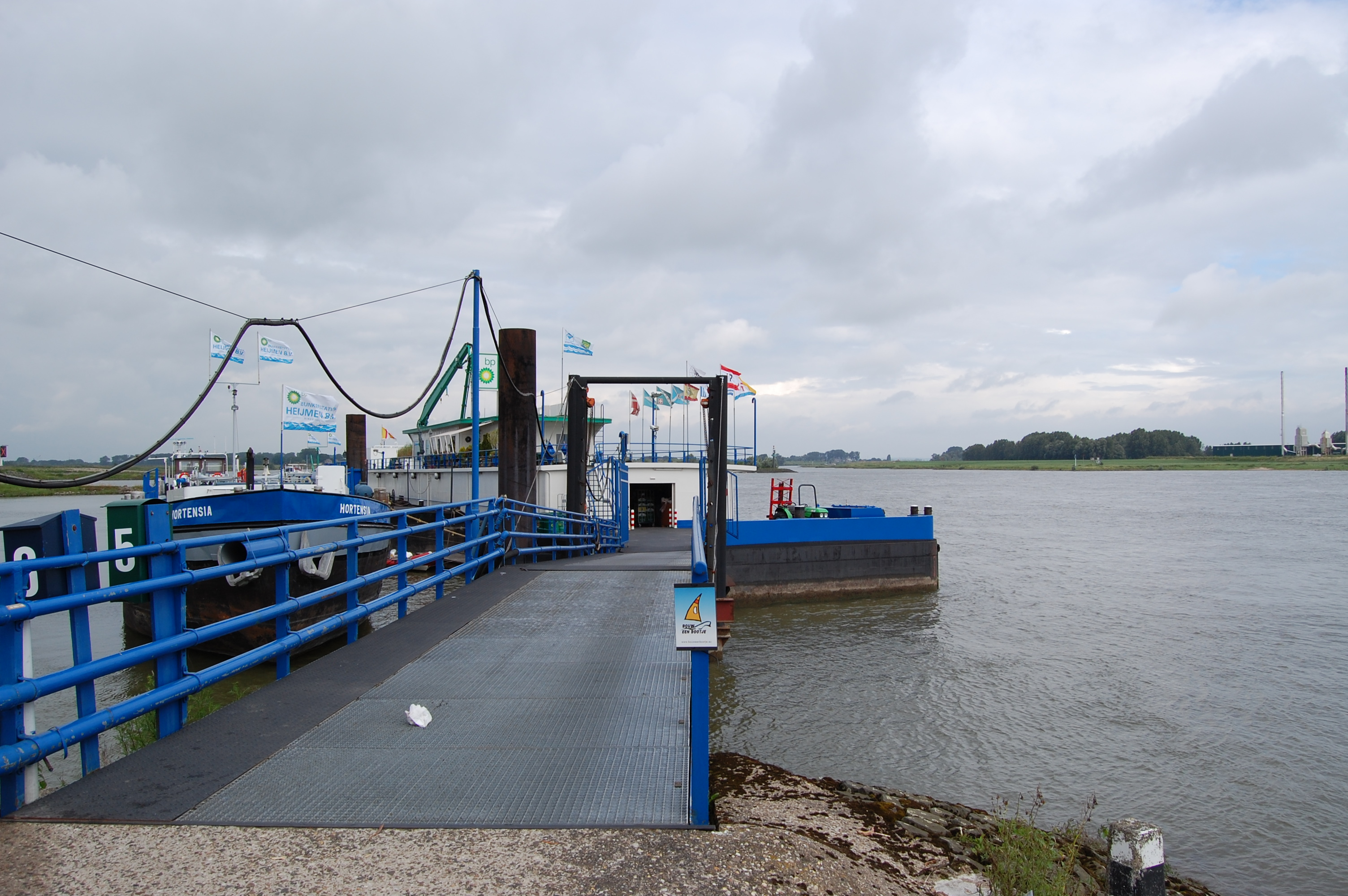
Bunkerstation aan het Bijlandsch Kanaal in Millingen aan de Rijn

- In Millingen aan de Rijn is een oud-Romeins patrouilleschip op ware grootte nagebouwd. Het schip is van het type Liburna en was tot aan de sluiting van museum Liburna, op 1 augustus 2014, te bezichtigen. Het Liburna schip is nu te zien in het Museumpark Orientalis.
- In het centrum staat een Heilig Hartbeeld (1922) van Jan Custers.
- In de Zalmstraat tegen de Rijndijk staat een kerkje uit 1880, dit was een Nederlands Hervormde kerk.

## Monumenten
In Millingen aan de Rijn zijn er een aantal rijksmonumenten en een oorlogsmonument, zie:
- Lijst van rijksmonumenten in Millingen aan de Rijn
- Lijst van oorlogsmonumenten in Millingen aan de Rijn

## Geboren
- Jos Peeters (1952), voetballer
- Theodorus Leijgraf (1895-1944) Dader van de Dubbele moord van Millingen.